# Andreas Peter Andresen

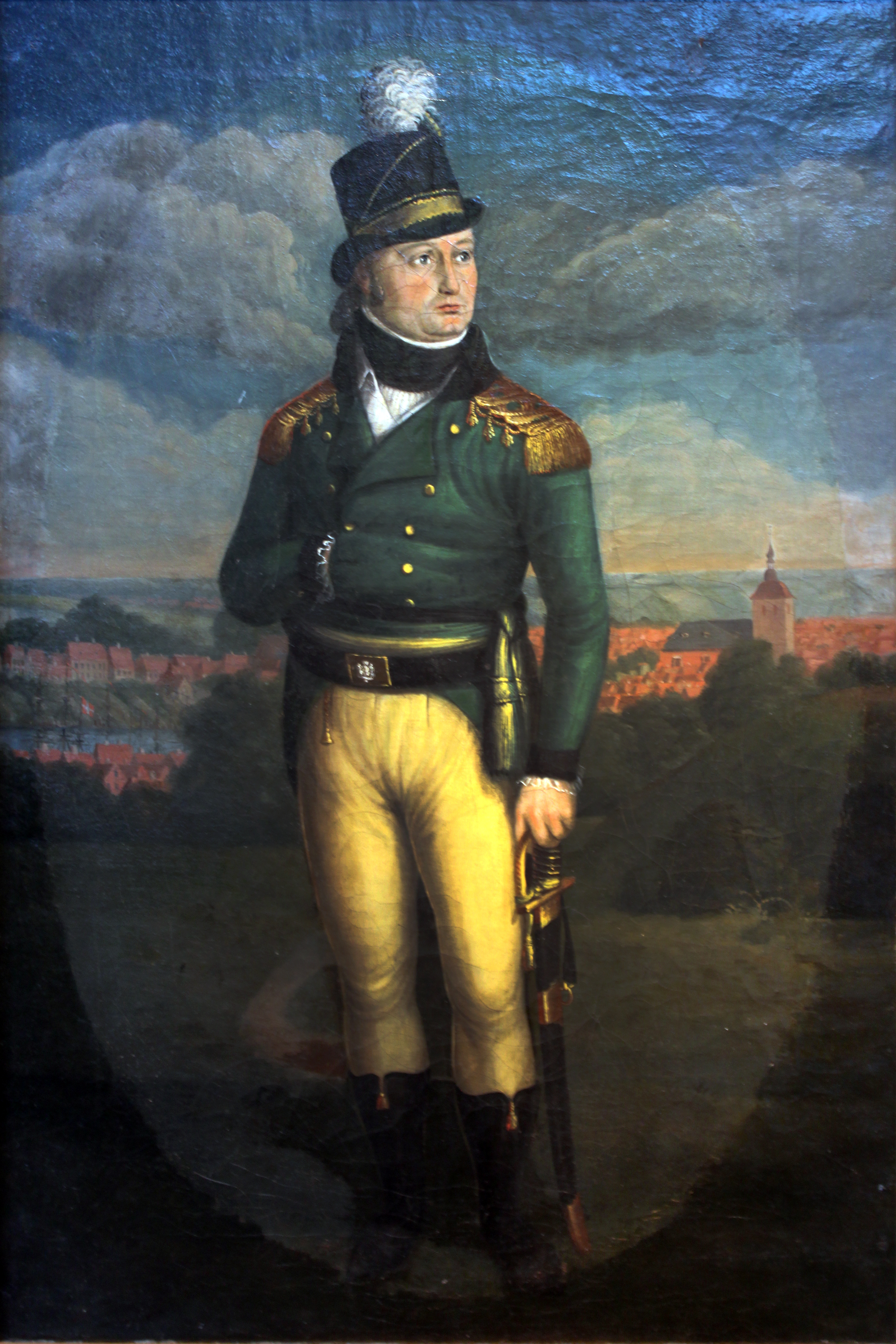
Andreas Peter Andresen

Andreas Peter Andresen (* 1. März 1771 in Flensburg; † 16. Oktober 1832 ebenda) war ein deutscher Kaufmann und Bürgermeister von Flensburg.

## Leben und Wirken
Andreas Peter Andresen war ein Sohn des Kaufmanns und Deputierten Hans Christian Andresen (1728–1799) aus Burkall und dessen Ehefrau Catharina, geborene Jordt (1749–1815). Seinen Taufnamen Andreas Andresen legte er im Alter von zwölf Jahren aufgrund möglicher Verwechselungen ab. Er führte in Flensburg die Geschäfte seines Vaters fort, die sich zunächst am Holm 37, danach am Holm 39 befanden. Er destillierte Branntwein und Korn und handelte mit Flachs, Salz und Eisen.
Am 29. April 1794 heiratete Andresen Agathe Catharina Jebsen (Jepsen) (* 30. September 1775) aus Husum, deren Vater Josias Jebsen dortiger Bürgermeister war. Ihre Mutter war Agathe Catharina Nansen. Das Ehepaar Andresen hatte zwei Söhne und eine Tochter.
Andresen verkörperte in der Stadt den Biedermeier und folgte den Zielen der Aufklärung. Er wollte insbesondere veraltete Zustände beseitigen und setzte sich für den Fortschritt ein. Sein Ziel war, Jugendlichen eine gute Ausbildung zu bieten, die sie zur Vernunft und Tugend anleiten sollte. Daneben prägten ihn die Empfindsamkeit und das damit einhergehende Naturgefühl, die sich jedoch nicht widersprachen. Über seine Eindrücke verfasste er zahlreiche Gelegenheitsgedichte von gehobener sprachlicher Qualität, die jedoch keine zeitüberdauernde Bedeutung hatten. Außerdem schrieb er mehrere „Gesänge“.

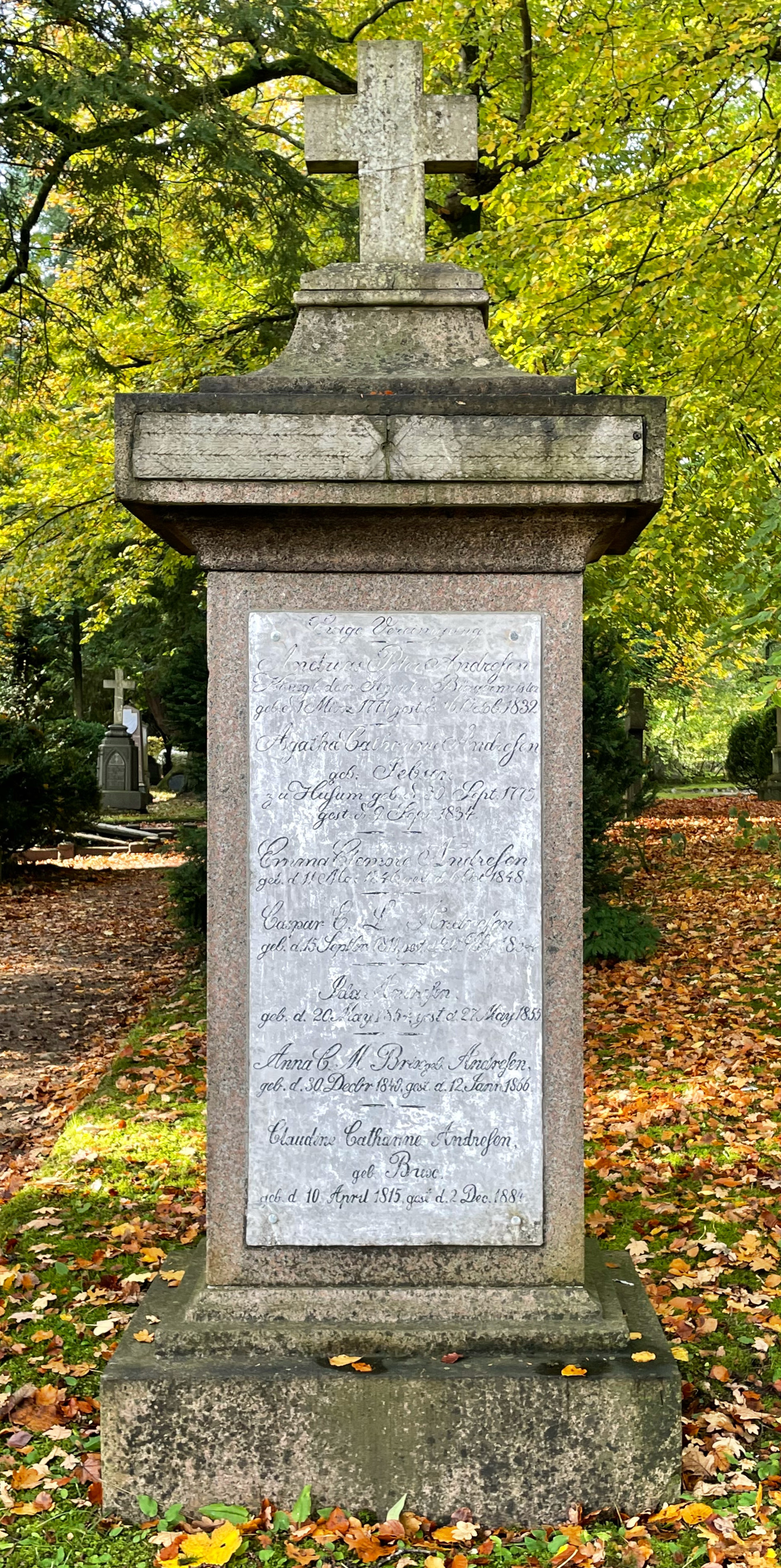
Grabstein von Andreas Peter Andresen auf dem Alten Friedhof in Flensburg

1797 übernahm Andresen das Amt des Kirchgeschworenen im Kirchspiel der Nikolaikirche. Dabei setzte er sich insbesondere für das Schulwesen ein und hatte 1807 bedeutenden Anteil an der Neuordnung der Flensburger Schulen. In späteren Jahren gehörte er dem Kuratorium der Wilhelminen-Freischulen an. Als erster Vorsteher des Diakonissenkrankenhauses gründete er die Sonntagsschule für Handwerker und 1819 die Stadtsparkasse mit. Außerdem wirkte er mehrfach im Armenwesen der Stadt.
Als bedeutender Förderer des Flensburger Theaters stand Andresen dort auch als Laiendarsteller auf der Bühne. Neben der bereits existierenden Bürgergarde (Friedrichsgarde), zu der nur reiche Bürger Zugang hatten, gründete er 1799 die „Christiansgarde“. Diese Garde für mittelständische Bürger leitete er bis 1824 selbst.
Andresen forderte in Wort und Schrift, die zahlreich vorhandenen Kirchspielhöfe aufzuheben und einen neuen, außerhalb der Stadt gelegenen kommunalen Friedhof zu schaffen. Somit entstand 1813 der Alte Friedhof.
Als am 1. März 1804 ernannter Deputierter übernahm Andresen von 1807 bis 1814 das Amt des Stadtkassierers. Am 23. Juli 1814 folgte die Wahl zum Senator. Am 1. November 1828 bekam er als Wirklicher Kanzleirat den Titel eines „Agenten“ verliehen. Das Amt des 2. Bürgermeisters der Stadt (präziser als Bürgermeister für St. Nikolai), zu dem er am 17. Mai 1832 gewählt worden war, konnte er nicht mehr antreten.
Andresen liegt auf dem Alten Friedhof in Flensburg begraben.